# Baza coucou
Aviceda cuculoides
Espèce
Statut de conservation UICN

 LC  : Préoccupation mineure
Statut CITES
Le Baza coucou (Aviceda cuculoides) est une espèce d'oiseaux de proie de la famille des Accipitridae qui se rencontre en Afrique subsaharienne.

## Sous-espèces
D'après la classification de référence (version 14.1, 2024) de l'Union internationale des ornithologues, le Baza coucou possède 3 sous-espèces (ordre philogénique) :
- Aviceda cuculoides cuculoides Swainson, 1837 ;
- Aviceda cuculoides batesi (Swann, 1920) ;
- Aviceda cuculoides verreauxii Lafresnaye, 1846.